# Vollrath Tham
För andra betydelser, se Volrath Tham (olika betydelser).
Vollrath Henrik Sebastian Tham (i riksdagen kallad Tham i Stockholm), född den 27 oktober 1837 i Stora Kopparbergs församling, död den 28 oktober 1909 i Stockholm, var en svensk bruksägare och riksdagsman. 

## Biografi
Tham blev student vid Uppsala universitet 1854 och var elev vid Falu bergsskola 1859–1860. Han var verksam som ingenjör vid Huså kopparverk 1861–1864 och och blev senare disponent vid Klotens bruk i Bergslagen. År 1883 blev han disponent för Grängesbergs grufaktiebolag och från 1897 fram till sin död var Tham VD för Trafikaktiebolaget Grängesberg–Oxelösund, som tillsammans med sina dotterbolag (bland andra LKAB) var Sveriges största bolag och hade mellan 6 000 och 7 000 anställda. Som politiker var han ledamot av riksdagens första kammare från 1900 till första urtima riksdagen 1905, invald i Örebro läns valkrets.
Han var bror till Wilhelm Tham och Sebastian Tham, gift med Hélène Tham samt far till Volrath och Percy Tham.